# Сент-Джозеф (Мічиган)
Сент-Джозеф (англ. St. Joseph) — місто (англ. city) в США, в окрузі Беррієн штату Мічиган. Населення — 7856 осіб (2020).

## Географія
Сент-Джозеф розташований за координатами 42°5′57″ пн. ш. 86°29′21″ зх. д. / 42.09917° пн. ш. 86.48917° зх. д. (42.099127, -86.489056).  За даними Бюро перепису населення США в 2010 році місто мало площу 12,41 км², з яких 8,33 км² — суходіл та 4,08 км² — водойми.

## Демографія
Згідно з переписом 2010 року, у місті мешкало 8365 осіб у 3933 домогосподарствах у складі 1941 родини. Густота населення становила 674 особи/км².  Було 4795 помешкань (386/км²).
Расовий склад населення:
| - 88,1 % — білих - 5,3 % — чорних або афроамериканців - 3,4 % — азіатів - 0,3 % — корінних американців |

До двох чи більше рас належало 1,9 %. Частка іспаномовних становила 2,8 % від усіх жителів.
За віковим діапазоном населення розподілялося таким чином: 16,4 % — особи молодші 18 років, 65,0 % — особи у віці 18—64 років, 18,6 % — особи у віці 65 років та старші. Медіана віку мешканця становила 41,6 року. На 100 осіб жіночої статі у місті припадало 95,2 чоловіків;  на 100 жінок у віці від 18 років та старших — 93,8 чоловіків також старших 18 років.
Середній дохід на одне домашнє господарство  становив 72 598 доларів США (медіана — 55 012), а середній дохід на одну сім'ю — 85 490 доларів (медіана — 73 534). Медіана доходів становила 48 547 доларів для чоловіків та 42 223 долари для жінок. За межею бідності перебувало 8,7 % осіб, у тому числі 4,0 % дітей у віці до 18 років та 7,1 % осіб у віці 65 років та старших.
Цивільне працевлаштоване населення становило 4690 осіб. Основні галузі зайнятості: освіта, охорона здоров'я та соціальна допомога — 22,5 %, виробництво — 22,4 %, роздрібна торгівля — 13,6 %, мистецтво, розваги та відпочинок — 11,6 %.